# Bastian Reiber

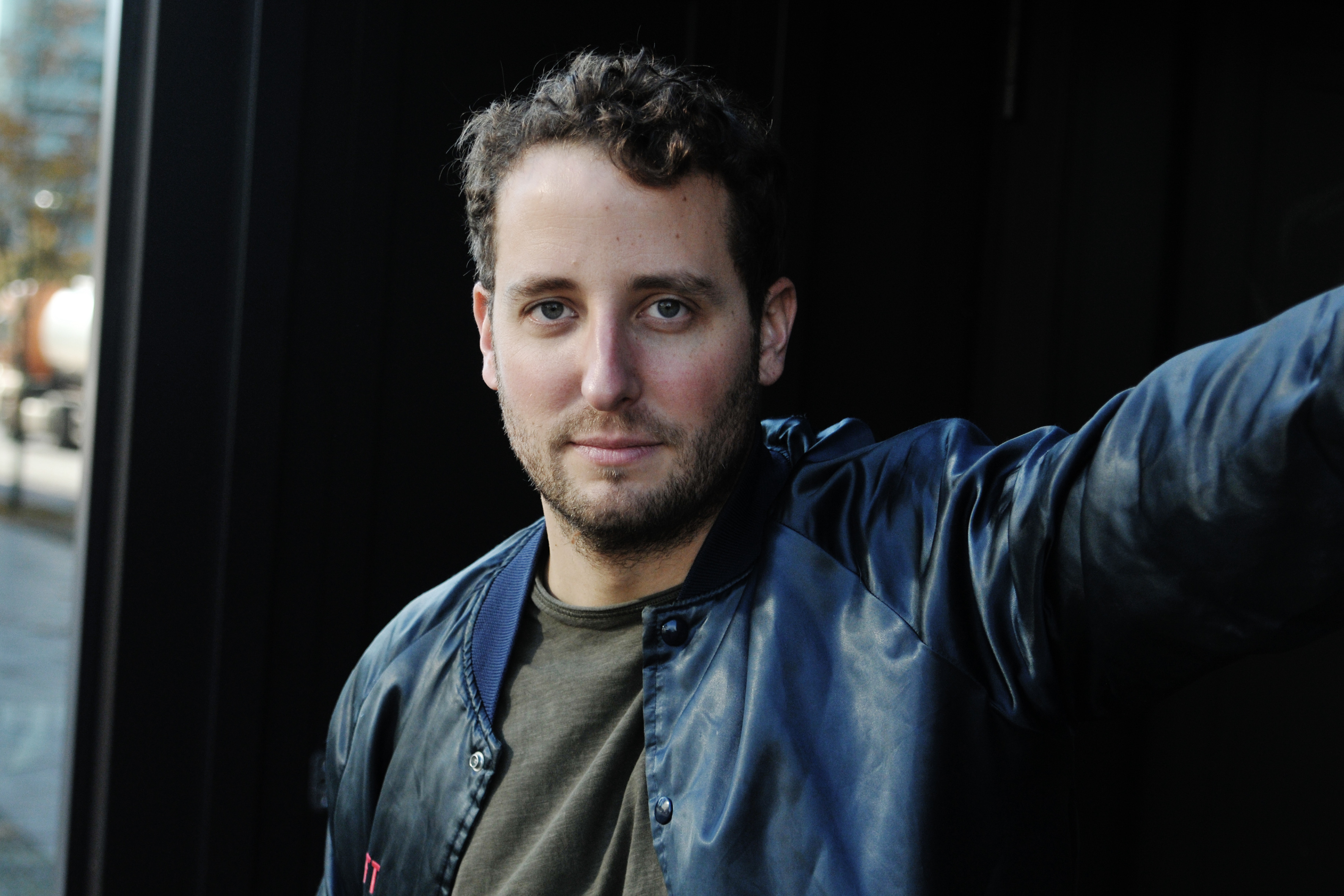
Bastian Reiber, Berlin 2019

Bastian Reiber (* 1985 in Mönchengladbach, Nordrhein-Westfalen) ist ein deutscher Theater- und Filmschauspieler, sowie Theaterregisseur.

## Leben
Bastian Reiber studierte von 2005 bis 2009 Schauspiel an der Hochschule für Musik und Theater „Felix Mendelssohn Bartholdy“ in Leipzig. Ab 2009 bis 2012 war er Ensemblemitglied am Theater Magdeburg, ab 2013 gehört er zum Ensemble des Deutschen SchauSpielHauses. Seit der Spielzeit 2017/18 ist er Ensemblemitglied der Schaubühne Berlin. Seit 2017 führte er bei einigen Inszenierungen an verschiedenen Theaterhäusern auch Regie: Passionspiele (2017, Deutsches SchauspielHaus Hamburg), Prometheus (2019, Schaubühne am Lehniner Platz, Berlin), Odyssee: Buch von Homer (2023, Theater Magdeburg), Genesis (2023, Schaubühne am Lehniner Platz, Berlin). Vertreten wird Reiber durch Renate Landkammer und die Schauspielagentur Management Goldschmidt.

## Filmografie (Auswahl)
- 2010: Tatort: Rendezvous mit dem Tod, Regie: Buddy Giovinazzo
- 2014: Der Tatortreiniger – Carpe Diem (Fernsehserie), Regie: Arne Feldhusen
- 2015: Simon sagt auf Wiedersehen zu seiner Vorhaut, Regie: Viviane Andereggen
- 2015: Das Romeo-Prinzip, Regie: Eicke Bettinga
- 2016: SOKO Wismar – Millionenerbe (Fernsehserie), Regie: Sascha Thiel
- 2016: 1000 Mexikaner, Regie: Philipp Scholz
- 2016: Der Tatortreiniger – Schluss mit lustig (Fernsehserie), Regie: Arne Feldhusen
- 2017: Magical Mystery oder die Rückkehr des Karl Schmidt, Regie: Arne Feldhusen
- 2017: Die Pfefferkörner – Die falsche Schlange (Fernsehserie), Regie: Andrea Katzenberger
- 2017: In aller Freundschaft – Nachts in der Sachsenklinik (Webserie), Regie: Daniel Drechsel-Grau
- 2018: Der Tatortreiniger – 31 (Fernsehserie), Regie: Arne Feldhusen
- 2018: Wuff – Folge dem Hund, Regie: Detlev Buck
- 2018: Tödliches Comeback, Regie: Hermine Huntgeburth
- 2018: SCHULD nach Ferdinand von Schirach (Fernsehserie), Regie: Nils Willbrandt
- 2019: Wie gut ist deine Beziehung?
- 2019: Leander Haußmanns Stasikomödie, Regie: Leander Haußmann
- seit 2020: MaPa (Fernsehserie), Regie: Jano Ben Chaabane
- 2021: How to sell drugs online (fast) (Fernsehserie), Regie: Arne Feldhusen & Mia Spengler
- 2021: Kroymann (Satiresendung, 1 Folge)
- 2022: Weckschreck, Regie: Damian Schipporeit
- 2023: Sarah Kohr – Zement, Regie:  Katrin Schmidt
- 2023: Allein zwischen den Fronten, Regie: Nicolai Rohde
- 2024: Die geschützten Männer

## Theater (Auswahl)
- 2008: Der Raub der Sabinerinnen, (Franz und Paul von Schönthan) Regie: Herbert Fritsch, neues theater Halle
- 2012: Die Banditen, (Jacques Offenbach) Regie: Herbert Fritsch, Theater am Goetheplatz, Bremen
- 2012: Die (s)panische Fliege, (Arnold und Bach) Regie: Herbert Fritsch, Volksbühne am Rosa-Luxemburg-Platz, Berlin
- 2013: Murmel Murmel, (Dieter Roth) Regie: Herbert Fritsch, Volksbühne am Rosa-Luxemburg-Platz, Berlin
- 2013: Gladow-Bande, (Armin Petras) Regie: Jan Bosse, Maxim Gorki Theater, Berlin
- 2013: Alles Weitere kennen Sie aus dem Kino, (Martin Crimp) Regie: Katie Mitchell, Deutsches SchauSpielHaus, Hamburg
- 2014: Die Schule der Frauen, (Molière) Regie: Herbert Fritsch, Deutsches SchauSpielHaus, Hamburg
- 2014: Pfeffersäcke im Zuckerland & Strahlende Verfolger, (u. a. Elfriede Jelinek) Regie: Karin Beier, Deutsches SchauSpielHaus, Hamburg
- 2014: König Artus, (Markus Bothe und Nora Khuon) Regie: Markus Bothe, Deutsches SchauSpielHaus, Hamburg
- 2015: Der Entertainer, (John Osborne) Regie: Christoph Marthaler, Deutsches SchauSpielHaus, Hamburg
- 2015: Schuld und Sühne, (Fjodor Dostojewski) Regie: Karin Henkel, Deutsches SchauSpielHaus, Hamburg
- 2015: Die Kassette, (Carl Sternheim) Regie: Herbert Fritsch, Deutsches SchauSpielHaus, Hamburg
- 2016: Pension zur Wandernden Nase,  (Péter Kárpáti, nach Nikolaj Gogol) Regie: Victor Bodo, Deutsches SchauSpielHaus, Hamburg
- 2017: Trilliarden – Die Angst vor dem Verlorengehn, Text und Regie: Ingrid Lausund, Deutsches SchauSpielHaus, Hamburg
- 2017: Passionsspiele, Text und Regie: Bastian Reiber, Deutsches SchauSpielHaus, Hamburg
- 2017: Zeppelin, (nach Ödön von Horváth) Regie: Herbert Fritsch, Schaubühne am Lehniner Platz, Berlin
- 2018: Null, Regie: Herbert Fritsch, Schaubühne am Lehniner Platz, Berlin
- 2018: Champignol wider Willen, (Georges Feydeau) Regie: Herbert Fritsch, Schaubühne am Lehniner Platz, Berlin
- 2019: Prometheus, Bühne und Regie: Bastian Reiber, Studio der Schaubühne am Lehniner Platz, Berlin
- 2019: Amphitryon (Molière), Regie: Herbert Fritsch, Schaubühne am Lehniner Platz, Berlin
- 2020: Ivanov, ( Anton Tschechow), Regie: Karin Beier, Deutsches SchauuSpielHaus, Hamburg
- 2021: Das Leben des Vernon Subutex 1, (Virginie Despentes), Regie: Thomas Ostermeier, Schaubühne am Lehniner Platz, Berlin
- 2022: Die Jagdgesellschaft, (Thomas Bernhard), Regie: Herbert Fritsch, Deutsches SchauSpielHaus, Hamburg
- 2022: Der Krieg mit den Molchen, (Karel Čapek), Regie: Clara Weyde, Schaubühne am Lehniner Platz, Berlin
- 2023: Odyssee: Buch von Homer, Regie: Bastian Reiber, Theater Magdeburg, Magdeburg
- 2023: Genesis, (Bastian Reiber & Team), Regie: Bastian Reiber, Schaubühne am Lehniner Platz, Berlin
- 2023: Prinz Friedrich von Homburg, (Heinrich von Kleist), Regie: Jette Steckel, Schaubühne am Lehniner Platz, Berlin
- 2024: Die Affäre Rue de Lourcine, (Eugène Labiche), Regie: Jan Bosse, Schaubühne am Lehniner Platz, Berlin

## Auszeichnungen
- 2012: Nachwuchsschauspieler des Jahres durch die Zeitschrift Theater heute.
- 2015: Boy-Gobert-Preis der Körber-Stiftung für Nachwuchsschauspieler.
- 2022: Kunstpreis Berlin der Akademie der Künste